# Villåttinge härads valkrets
Villåttinge härads valkrets var vid riksdagsvalen till andra kammaren 1881-1908 en valkrets med ett mandat som omfattade Villåttinge härad. Vid övergången till proportionellt valsystem uppgick den vid valet 1911 i Södermanlands läns södra valkrets.

## Riksdagsmän
- Arnold Celsing (1882–1884)
- Eric Forsselius, nya lmp 1888–1890 (1885–1890)
- Johan Wahlgren, nya lmp (1891)
- Carl Alexanderson, vilde (1892–1893)
- Ivan von Knorring, nya lmp 1894, lmp 1895–1902 (1894–1902)
- Gösta Tamm, lib s (1903–1905)
- Oscar Forssling, lib s (1906–1911)

## Valresultat

### 1887 I
| Andrakammarvalet i Sverige 1887 I: Villåttinge härads valkrets | Andrakammarvalet i Sverige 1887 I: Villåttinge härads valkrets | Andrakammarvalet i Sverige 1887 I: Villåttinge härads valkrets | Andrakammarvalet i Sverige 1887 I: Villåttinge härads valkrets | Andrakammarvalet i Sverige 1887 I: Villåttinge härads valkrets |
| Kandidat                                                       | Kandidat                                                       | Röster                                                         | Röster                                                         | Röster                                                         |
| Kandidat                                                       | Kandidat                                                       | Antal                                                          | %                                                              | +− %                                                           |
| -------------------------------------------------------------- | -------------------------------------------------------------- | -------------------------------------------------------------- | -------------------------------------------------------------- | -------------------------------------------------------------- |
|                                                                | Eric Forsselius (prot.)                                        | 151                                                            | 65,4                                                           |                                                                |
|                                                                | Johan Andersson (frih.)                                        | 80                                                             | 34,6                                                           |                                                                |
| Antal giltiga röster                                           | Antal giltiga röster                                           | 231                                                            |                                                                |                                                                |
| Kasserade röster                                               | Kasserade röster                                               | 1                                                              |                                                                |                                                                |
| Totalt                                                         | Totalt                                                         | 232                                                            |                                                                |                                                                |

Valet ägde rum den 14 april 1887. Valdeltagandet var 58,6%.

### 1887 II
| Andrakammarvalet i Sverige 1887 II: Villåttinge härads valkrets | Andrakammarvalet i Sverige 1887 II: Villåttinge härads valkrets | Andrakammarvalet i Sverige 1887 II: Villåttinge härads valkrets | Andrakammarvalet i Sverige 1887 II: Villåttinge härads valkrets | Andrakammarvalet i Sverige 1887 II: Villåttinge härads valkrets |
| Kandidat                                                        | Kandidat                                                        | Röster                                                          | Röster                                                          | Röster                                                          |
| Kandidat                                                        | Kandidat                                                        | Antal                                                           | %                                                               | +− %                                                            |
| --------------------------------------------------------------- | --------------------------------------------------------------- | --------------------------------------------------------------- | --------------------------------------------------------------- | --------------------------------------------------------------- |
|                                                                 | Eric Forsselius                                                 | 143                                                             | 92,3                                                            | ▲26,9                                                           |
|                                                                 | Pontus Svinhufuvd                                               | 10                                                              | 6,4                                                             |                                                                 |
|                                                                 | Övriga kandidater                                               | 2                                                               | 1,3                                                             |                                                                 |
| Antal giltiga röster                                            | Antal giltiga röster                                            | 155                                                             |                                                                 |                                                                 |
| Kasserade röster                                                | Kasserade röster                                                | 0                                                               |                                                                 |                                                                 |
| Totalt                                                          | Totalt                                                          | 155                                                             |                                                                 |                                                                 |

Valet ägde rum den 23 augusti 1887. Valdeltagandet var 38,6%.

### 1890
| Andrakammarvalet i Sverige 1890: Villåttinge härads valkrets | Andrakammarvalet i Sverige 1890: Villåttinge härads valkrets | Andrakammarvalet i Sverige 1890: Villåttinge härads valkrets | Andrakammarvalet i Sverige 1890: Villåttinge härads valkrets | Andrakammarvalet i Sverige 1890: Villåttinge härads valkrets |
| Kandidat                                                     | Kandidat                                                     | Röster                                                       | Röster                                                       | Röster                                                       |
| Kandidat                                                     | Kandidat                                                     | Antal                                                        | %                                                            | +− %                                                         |
| ------------------------------------------------------------ | ------------------------------------------------------------ | ------------------------------------------------------------ | ------------------------------------------------------------ | ------------------------------------------------------------ |
|                                                              | Johan Wahlgren                                               | 106                                                          | 55,2                                                         |                                                              |
|                                                              | Robert von Kræmer (frih.)                                    | 85                                                           | 44,3                                                         |                                                              |
|                                                              | Övriga kandidater                                            | 1                                                            | 0,5                                                          |                                                              |
| Antal giltiga röster                                         | Antal giltiga röster                                         | 192                                                          |                                                              |                                                              |
| Kasserade röster                                             | Kasserade röster                                             | 1                                                            |                                                              |                                                              |
| Totalt                                                       | Totalt                                                       | 193                                                          |                                                              |                                                              |

Valet ägde rum den 19 augusti 1890. Valdeltagandet var 45,6%.

### 1893
| Andrakammarvalet i Sverige 1893: Villåttinge härads valkrets | Andrakammarvalet i Sverige 1893: Villåttinge härads valkrets | Andrakammarvalet i Sverige 1893: Villåttinge härads valkrets | Andrakammarvalet i Sverige 1893: Villåttinge härads valkrets | Andrakammarvalet i Sverige 1893: Villåttinge härads valkrets |
| Kandidat                                                     | Kandidat                                                     | Röster                                                       | Röster                                                       | Röster                                                       |
| Kandidat                                                     | Kandidat                                                     | Antal                                                        | %                                                            | +− %                                                         |
| ------------------------------------------------------------ | ------------------------------------------------------------ | ------------------------------------------------------------ | ------------------------------------------------------------ | ------------------------------------------------------------ |
|                                                              | Ivan von Knorring                                            | 114                                                          | 35,8                                                         |                                                              |
|                                                              | Carl Alexanderson (högerfrih.)                               | 108                                                          | 34,0                                                         |                                                              |
|                                                              | Johan Hellberg (frih.)                                       | 95                                                           | 29,9                                                         |                                                              |
|                                                              | Övriga kandidater                                            | 1                                                            | 0,3                                                          |                                                              |
| Antal giltiga röster                                         | Antal giltiga röster                                         | 318                                                          |                                                              |                                                              |
| Kasserade röster                                             | Kasserade röster                                             | 1                                                            |                                                              |                                                              |
| Totalt                                                       | Totalt                                                       | 319                                                          |                                                              |                                                              |

Valet ägde rum den 18 augusti 1893. Valdeltagandet var 65,2%. Valet överklagades dock och fick tas om.
| Andrakammarvalet i Sverige 1893: Villåttinge härads valkrets | Andrakammarvalet i Sverige 1893: Villåttinge härads valkrets | Andrakammarvalet i Sverige 1893: Villåttinge härads valkrets | Andrakammarvalet i Sverige 1893: Villåttinge härads valkrets | Andrakammarvalet i Sverige 1893: Villåttinge härads valkrets |
| Kandidat                                                     | Kandidat                                                     | Röster                                                       | Röster                                                       | Röster                                                       |
| Kandidat                                                     | Kandidat                                                     | Antal                                                        | %                                                            | +− %                                                         |
| ------------------------------------------------------------ | ------------------------------------------------------------ | ------------------------------------------------------------ | ------------------------------------------------------------ | ------------------------------------------------------------ |
|                                                              | Ivan von Knorring                                            | 174                                                          | 43,3                                                         |                                                              |
|                                                              | Carl Alexanderson (högerfrih.)                               | 121                                                          | 30,1                                                         |                                                              |
|                                                              | Johan Hellberg (frih.)                                       | 107                                                          | 26,6                                                         |                                                              |
| Antal giltiga röster                                         | Antal giltiga röster                                         | 402                                                          |                                                              |                                                              |
| Kasserade röster                                             | Kasserade röster                                             | 0                                                            |                                                              |                                                              |
| Totalt                                                       | Totalt                                                       | 402                                                          |                                                              |                                                              |

Valet ägde rum den 13 november 1893. Valdeltagandet var 83,8%.

### 1896
| Andrakammarvalet i Sverige 1896: Villåttinge härads valkrets | Andrakammarvalet i Sverige 1896: Villåttinge härads valkrets | Andrakammarvalet i Sverige 1896: Villåttinge härads valkrets | Andrakammarvalet i Sverige 1896: Villåttinge härads valkrets | Andrakammarvalet i Sverige 1896: Villåttinge härads valkrets |
| Kandidat                                                     | Kandidat                                                     | Röster                                                       | Röster                                                       | Röster                                                       |
| Kandidat                                                     | Kandidat                                                     | Antal                                                        | %                                                            | +− %                                                         |
| ------------------------------------------------------------ | ------------------------------------------------------------ | ------------------------------------------------------------ | ------------------------------------------------------------ | ------------------------------------------------------------ |
|                                                              | Ivan von Knorring (L, prot.)                                 | 192                                                          | 50,9                                                         | ▲7,6                                                         |
|                                                              | Robert von Kræmer (liberal)                                  | 184                                                          | 48,8                                                         |                                                              |
|                                                              | Övriga kandidater                                            | 1                                                            | 0,3                                                          |                                                              |
| Antal giltiga röster                                         | Antal giltiga röster                                         | 377                                                          |                                                              |                                                              |
| Kasserade röster                                             | Kasserade röster                                             | 1                                                            |                                                              |                                                              |
| Totalt                                                       | Totalt                                                       | 378                                                          |                                                              |                                                              |

Valet ägde rum den 16 augusti 1896. Valdeltagandet var 79,2%.

### 1899
| Andrakammarvalet i Sverige 1899: Villåttinge härads valkrets | Andrakammarvalet i Sverige 1899: Villåttinge härads valkrets | Andrakammarvalet i Sverige 1899: Villåttinge härads valkrets | Andrakammarvalet i Sverige 1899: Villåttinge härads valkrets | Andrakammarvalet i Sverige 1899: Villåttinge härads valkrets |
| Kandidat                                                     | Kandidat                                                     | Röster                                                       | Röster                                                       | Röster                                                       |
| Kandidat                                                     | Kandidat                                                     | Antal                                                        | %                                                            | +− %                                                         |
| ------------------------------------------------------------ | ------------------------------------------------------------ | ------------------------------------------------------------ | ------------------------------------------------------------ | ------------------------------------------------------------ |
|                                                              | Ivan von Knorring                                            | 145                                                          | 64,7                                                         | ▲13,8                                                        |
|                                                              | Gösta Tamm (frisinnad)                                       | 79                                                           | 35,3                                                         |                                                              |
| Antal giltiga röster                                         | Antal giltiga röster                                         | 224                                                          |                                                              |                                                              |
| Kasserade röster                                             | Kasserade röster                                             | 1                                                            |                                                              |                                                              |
| Totalt                                                       | Totalt                                                       | 225                                                          |                                                              |                                                              |

Valet ägde rum den 14 augusti 1899. Valdeltagandet var 44,8%.

### 1902
| Andrakammarvalet i Sverige 1902: Villåttinge härads valkrets | Andrakammarvalet i Sverige 1902: Villåttinge härads valkrets | Andrakammarvalet i Sverige 1902: Villåttinge härads valkrets | Andrakammarvalet i Sverige 1902: Villåttinge härads valkrets | Andrakammarvalet i Sverige 1902: Villåttinge härads valkrets |
| Kandidat                                                     | Kandidat                                                     | Röster                                                       | Röster                                                       | Röster                                                       |
| Kandidat                                                     | Kandidat                                                     | Antal                                                        | %                                                            | +− %                                                         |
| ------------------------------------------------------------ | ------------------------------------------------------------ | ------------------------------------------------------------ | ------------------------------------------------------------ | ------------------------------------------------------------ |
|                                                              | Gösta Tamm                                                   | 253                                                          | 51,8                                                         | ▲16,5                                                        |
|                                                              | Ivan von Knorring                                            | 234                                                          | 48,0                                                         | ▼16,7                                                        |
|                                                              | Övriga kandidater                                            | 1                                                            | 0,2                                                          |                                                              |
| Antal giltiga röster                                         | Antal giltiga röster                                         | 488                                                          |                                                              |                                                              |
| Kasserade röster                                             | Kasserade röster                                             | 1                                                            |                                                              |                                                              |
| Totalt                                                       | Totalt                                                       | 489                                                          |                                                              |                                                              |

Valet ägde rum den 7 september 1902. Valdeltagandet var 82,7%.

### 1905
| Andrakammarvalet i Sverige 1905: Villåttinge härads valkrets | Andrakammarvalet i Sverige 1905: Villåttinge härads valkrets | Andrakammarvalet i Sverige 1905: Villåttinge härads valkrets | Andrakammarvalet i Sverige 1905: Villåttinge härads valkrets | Andrakammarvalet i Sverige 1905: Villåttinge härads valkrets |
| Kandidat                                                     | Kandidat                                                     | Röster                                                       | Röster                                                       | Röster                                                       |
| Kandidat                                                     | Kandidat                                                     | Antal                                                        | %                                                            | +− %                                                         |
| ------------------------------------------------------------ | ------------------------------------------------------------ | ------------------------------------------------------------ | ------------------------------------------------------------ | ------------------------------------------------------------ |
|                                                              | Oscar Forssling                                              | 290                                                          | 51,4                                                         |                                                              |
|                                                              | Ivan von Knorring (höger)                                    | 273                                                          | 48,4                                                         | ▲0,4                                                         |
|                                                              | Övriga kandidater                                            | 1                                                            | 0,2                                                          |                                                              |
| Antal giltiga röster                                         | Antal giltiga röster                                         | 564                                                          |                                                              |                                                              |
| Kasserade röster                                             | Kasserade röster                                             | 2                                                            |                                                              |                                                              |
| Totalt                                                       | Totalt                                                       | 566                                                          |                                                              |                                                              |

Valet ägde rum den 10 september 1905. Valdeltagandet var 81,1%.

### 1908
| Andrakammarvalet i Sverige 1908: Villåttinge härads valkrets | Andrakammarvalet i Sverige 1908: Villåttinge härads valkrets | Andrakammarvalet i Sverige 1908: Villåttinge härads valkrets | Andrakammarvalet i Sverige 1908: Villåttinge härads valkrets | Andrakammarvalet i Sverige 1908: Villåttinge härads valkrets |
| Kandidat                                                     | Kandidat                                                     | Röster                                                       | Röster                                                       | Röster                                                       |
| Kandidat                                                     | Kandidat                                                     | Antal                                                        | %                                                            | +− %                                                         |
| ------------------------------------------------------------ | ------------------------------------------------------------ | ------------------------------------------------------------ | ------------------------------------------------------------ | ------------------------------------------------------------ |
|                                                              | Oscar Forssling                                              | 437                                                          | 65,6                                                         | ▲14,2                                                        |
|                                                              | Karl Gustaf Hedström (höger)                                 | 229                                                          | 34,4                                                         |                                                              |
| Antal giltiga röster                                         | Antal giltiga röster                                         | 666                                                          |                                                              |                                                              |
| Kasserade röster                                             | Kasserade röster                                             | 2                                                            |                                                              |                                                              |
| Totalt                                                       | Totalt                                                       | 668                                                          |                                                              |                                                              |

Valet ägde rum den 6 september 1908. Valdeltagandet var 76,2%.